# Oscar de Oliveira
Oscar de Oliveira (* 9. Januar 1912 in Entre Rios de Minas, Minas Gerais, Brasilien; † 24. Februar 1997) war ein brasilianischer Geistlicher und römisch-katholischer Erzbischof von Mariana. 

## Leben
Oscar de Oliveira empfing am 27. Oktober 1935 die Priesterweihe für das Erzbistum Mariana.
Er wurde am 25. Mai 1954 von Papst Pius XII. zum Titularbischof von Irenopolis in Cilicia und zum Koadjutorbischof von Pouso Alegre ernannt. Der Erzbischof von Mariana, Helvécio Gomes de Oliveira SDB, spendete ihm am 22. August desselben Jahres die Bischofsweihe; Mitkonsekratoren waren Rodolfo das Mercês de Oliveira Pena, Bischof von Valença, und Daniel Tavares Baeta Neves, Bischof von Januária.
A 31. Januar 1959 ernannte ihn Papst Johannes XXIII. zum Titularerzbischof von Rhoina und zum Koadjutorerzbischof von Mariana. Mit dem Tod Helvécio Gomes de Oliveiras am 25. April 1960 folgte er diesem als Erzbischof von Mariana nach.
Er nahm an der zweiten, dritten und vierten Sitzungsperiode des Zweiten Vatikanischen Konzils als Konzilsvater teil.
Seinen altersbedingten Rücktritt nahm Papst Johannes Paul II. am 6. April 1988 an.